# Volgelsheim
Volgelsheim – wieś (gmina) w północno-zachodniej Francji, w regionie Grand Est, w departamencie Górny Ren, w okręgu Colmar, w kantonie Neuf-Brisach. Znajduje się 1,5 kilometra na zachód od Renu, stanowiącego granicę francusko-niemiecką. Od zachodu graniczy z miastem Neuf-Brisach, od północy z Biesheim, od południa z Algolsheim, a od wschodu z Vogelgrun.
Miejscowość stanowi główny kierunek rozwoju przestrzennego Neuf-Brisach, którego granice zamknięte są w obrębie XVIII-wiecznej twierdzy.
Przez Volgelsheim przebiegają drogi: D115 z Colmar do niemieckiego Breisach, D468 z Niffer k. Miluzy do Illkirch-Graffenstaden pod Strasburgiem oraz D1, D1.VII i D120 łączące wieś z Neuf-Brisach. Stacja kolejowa Volgelsheim stanowi początek linii kolejowej do Colmar. Ponadto po okolicznych jednotorowych trasach kursują pociągi retro.
Według danych z 2006 r. liczba ludności gminy wynosi 2301 osób, a powierzchnia – 8,64 km².

## Galeria

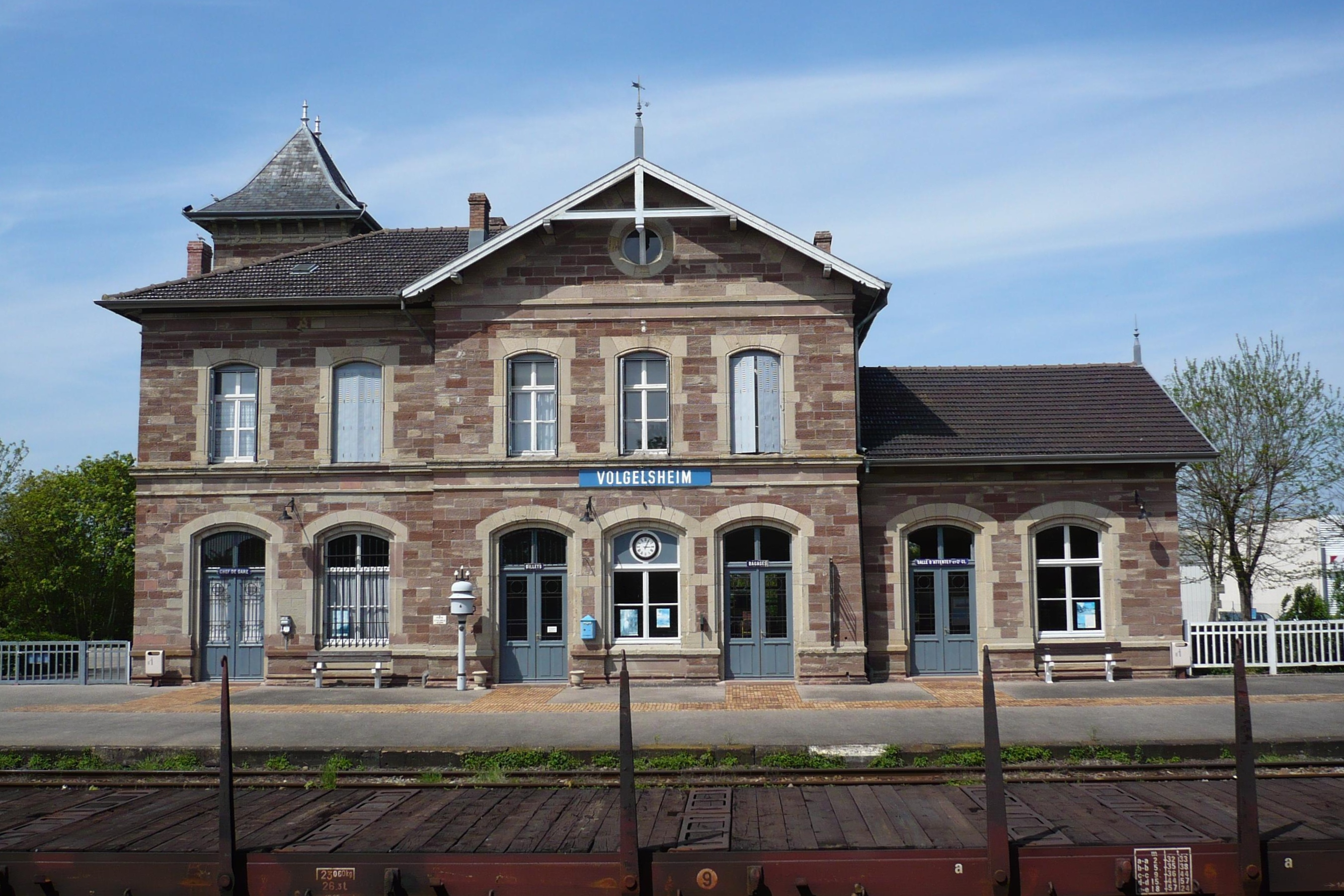
Stacja kolejowa Volgelsheim